# Maurice Fadel
Pour les articles homonymes, voir Fadel.
Maurice Fadel, né en 1928 et mort le 14 juin 2009, est un homme politique et un homme d’affaires libanais.

## Biographie
Maurice Fadel est le principal actionnaire de la chaîne de magasins ABC au Liban depuis les années 70.
Il est élu en 1972 député grec-orthodoxe de Tripoli et perd son poste en 1992. Maurice Fadel le regagne en 1996 et a été réélu en 2000 et en 2005.
Il fonde en 2000 avec Mohammad Kabbara et Mohammad Safadi le Bloc Tripolitain.
Maurice Fadel est mort le 14 juin 2009.

## Référence
1. ↑  Ex-MP Maurice Fadel dies just days before his son takes officeDaily Star, 15 juin 2009